# زاك أورجي
زاكي آما أورجي (بالإنجليزية: Zachee Ama Orji)‏ (من مواليد 1960، ليبرفيل في الغابون)، هُو ممثل ومُخرج ومُنتج سينمائي نيجيري.

## وصلات خارجية
- زاك أورجي على موقع IMDb (الإنجليزية)